# Xenodasys
Genre
Xenodasys est un genre de gastrotriches de la famille des Xenodasyidae.

## Liste des espèces
Selon World Register of Marine Species (26 juin 2025) :
- Xenodasys eknomios Todaro, Guidi, Leasi & Tongiorgi, 2006
- Xenodasys riedli (Schoepfer-Sterrer, 1969)
- Xenodasys sanctigoulveni Swedmark, 1967

## Systématique
Ce genre a été décrit en 1967 par Swedmark (d).

## Publication originale
- Bertil Swedmark, « Trois nouveaux gastrotriches macrodasyoides de la faune interstitielle marine des sables de Roscoff », Cahiers de Biologie Marine, 1967, vol. 8, p. 323-330.